# Jajang Yulsa

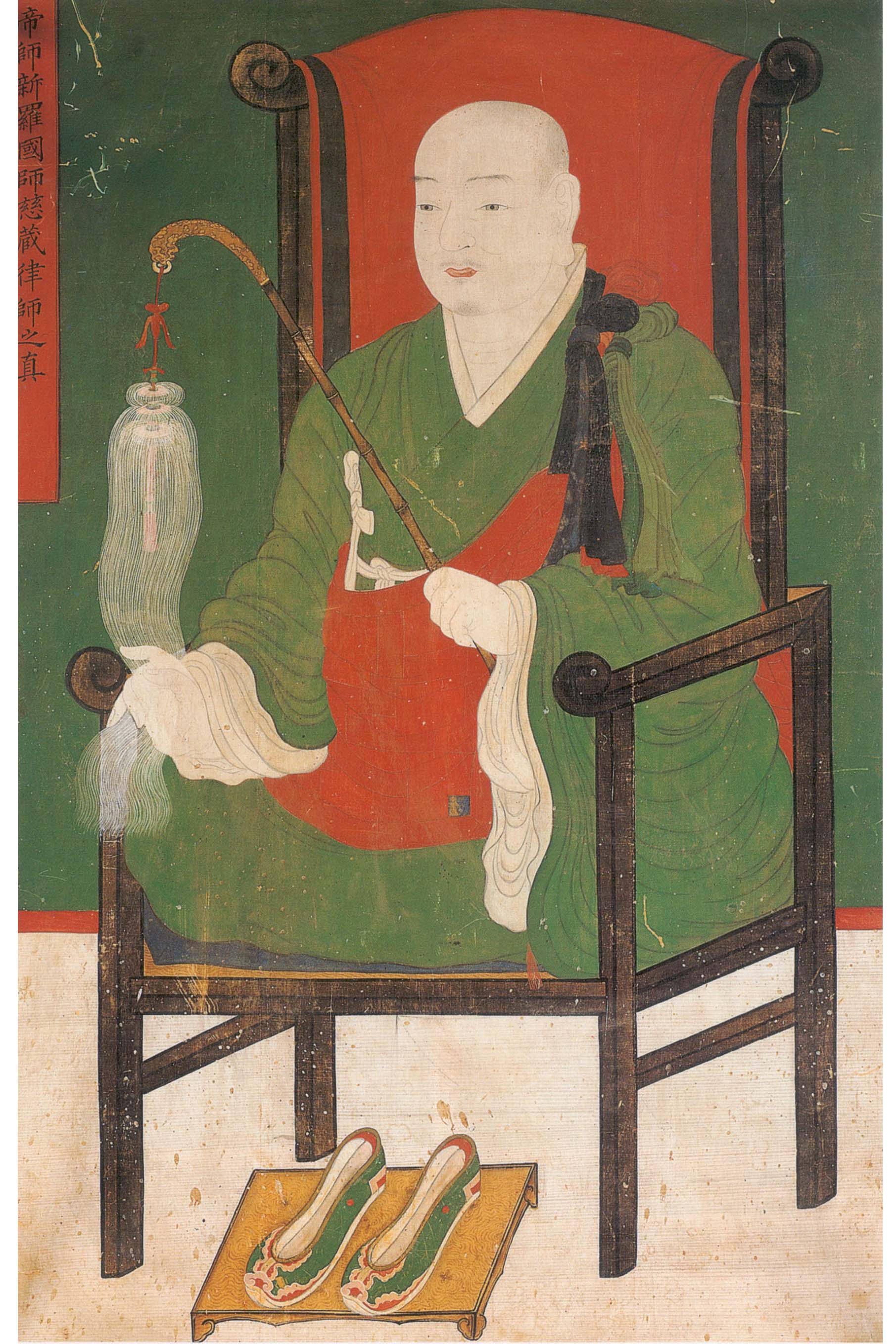
Pintura do monge coreano Jajang (artista desconhecido).

Jajang (慈藏) (590 - 658),  nascido Kim Seonjong (Hangul: 김선종; Hanja: 金善宗),  foi um monge nascido no Reino de Silla (Coreia). Creditam-lhe a criação do templo de Tongdosa, atual Busan, na Coreia do Sul. Desempenhou um papel significativo na adoção do Budismo como religião oficial do Reino de Silla.
Em 636 Jajang viajou para a China para estudar com os grande mestres Budistas da dinastia Tang, durante sete anos tornando-se um taeguksa (Grande Nobre Monge) no seu regresso, recebendo as mais altas honras da Rainha Seondeok.